# Eupolycope pseudoputjatini
Eupolycope pseudoputjatini is een mosselkreeftjessoort uit de familie van de Polycopidae. De wetenschappelijke naam van de soort is voor het eerst geldig gepubliceerd in 1977 door Chavtur.